# Řasovský potok
Řasovský potok je menší vodní tok ve Východolabské tabuli, levostranný přítok Králického potoka v okrese Hradec Králové v Královéhradeckém kraji. Délka toku měří 2 km, plocha povodí činí 5,97 km².

## Průběh toku
Potok vytéká z rybníka Řasov západně od Kobylic v nadmořské výšce 243 metrů a podtéká silnici II/324. Potok teče západním až severozápadním směrem. Jižně od Králík u Nového Bydžova se Řasovský potok zleva vlévá do Králického potoka v nadmořské výšce 228 metrů.